# Индийско-бангладешский пограничный конфликт
Индийско-бангладешский пограничный конфликт (англ. Indian–Bangladeshi border conflict) — вооружённый конфликт между Бангладеш и Индией, случившийся в апреле 2001 года.

## Ход конфликта
Обе страны были союзницами в третьей индо-пакистанской войне. Поводом для конфликта стала установка индийскими вооружёнными силами форпоста на спорной территории. По словам представителей республики Бангладеш, индийские пограничники ответили отказом на просьбу демонтировать форпост, и бангладешские вооружённые силы вытеснили индийцев со спорной территории.
За три дня боев обеими сторонами использовались ракетный и миномётный обстрелы, а также крупнокалиберные пулемёты. В результате боестолкновения погибли 16 индийских и трое бангладешских солдат. В результате столкновения около 10 тысяч жителей Бангладеш и 1000 индийцев были вынуждены стать беженцами.
После вооружённого конфликта в СМИ обеих стран появились провокационные сообщения о начале полномасштабной войны. Так, индийская пресса утверждала, что бангладешские солдаты изуродовали трупы индийских пограничников и что Бангладеш отказался передать Индии трупы пограничников. В свою очередь пресса Бангладеш утверждала, что Индия сосредоточила на границе огромное количество вооружённых солдат.
Конфликт был урегулирован на уровне глав государств. Им удалось решить пограничный спор, не прибегая к полномасштабным вооружённым действиям.